# Rick Mahorn
Derrick Allen Mahorn, detto Rick (Hartford, 21 settembre 1958), è un ex cestista e allenatore di pallacanestro statunitense.

## Carriera
Selezionato dai Washington Bullets al secondo giro del Draft NBA 1980 (35ª scelta assoluta), ha chiuso la carriera con 7.763 punti, arrivando a segnarne 12,2 a partita nella stagione 1981-82.

## Statistiche
| † | Denota una stagione in cui ha vinto il titolo NBA. |

### NBA

#### Regular Season
| Anno       | Squadra            | PG    | PT  | MP   | TC%  | 3P%  | TL%  | RP  | AP  | PRP | SP  | PP   |
| ---------- | ------------------ | ----- | --- | ---- | ---- | ---- | ---- | --- | --- | --- | --- | ---- |
| 1980-1981  | Washington Bullets | 52    | 0,0 | 13,4 | 50,7 | 0,0  | 67,5 | 4,1 | 0,5 | 0,4 | 0,8 | 4,8  |
| 1981-1982  | Washington Bullets | 80    | 80  | 33,3 | 50,7 | 0,0  | 63,2 | 8,8 | 1,9 | 0,7 | 1,7 | 12,2 |
| 1982-1983  | Washington Bullets | 82    | 82  | 36,9 | 49,0 | 0,0  | 57,5 | 9,5 | 1,4 | 1,0 | 1,8 | 11,0 |
| 1983-1984  | Washington Bullets | 82    | 82  | 32,9 | 50,7 | 0,0  | 65,1 | 9,0 | 1,6 | 0,8 | 1,5 | 9,0  |
| 1984-1985  | Washington Bullets | 77    | 63  | 26,9 | 49,9 | 0,0  | 65,3 | 7,9 | 1,6 | 0,8 | 1,4 | 6,3  |
| 1985-1986  | Detroit Pistons    | 80    | 12  | 18,0 | 45,5 | 0,0  | 68,1 | 5,2 | 0,8 | 0,5 | 0,8 | 4,9  |
| 1986-1987  | Detroit Pistons    | 63    | 6   | 20,3 | 47,7 | 0,0  | 82,1 | 6,0 | 0,6 | 0,5 | 0,8 | 6,1  |
| 1987-1988  | Detroit Pistons    | 67    | 64  | 29,3 | 57,4 | 50,0 | 75,6 | 8,4 | 0,9 | 0,6 | 0,6 | 10,7 |
| 1988-1989† | Detroit Pistons    | 72    | 61  | 24,9 | 51,7 | 0,0  | 74,8 | 6,9 | 0,8 | 0,6 | 0,9 | 7,3  |
| 1989-1990  | Philadelphia 76ers | 75    | 66  | 30,3 | 49,7 | 22,2 | 71,5 | 7,6 | 1,3 | 0,6 | 1,4 | 10,8 |
| 1990-1991  | Philadelphia 76ers | 80    | 74  | 30,5 | 46,7 | 0,0  | 78,8 | 7,8 | 1,5 | 1,0 | 0,7 | 8,9  |
| 1992-1993  | N.J. Nets          | 74    | 9   | 14,6 | 47,2 | 33,3 | 80,0 | 3,8 | 0,4 | 0,3 | 0,4 | 3,9  |
| 1993-1994  | N.J. Nets          | 28    | 0,0 | 8,1  | 48,9 | 0,0  | 65,0 | 1,9 | 0,2 | 0,1 | 0,2 | 2,1  |
| 1994-1995  | N.J. Nets          | 58    | 7   | 10,9 | 52,3 | 33,3 | 79,6 | 2,8 | 0,4 | 0,2 | 0,2 | 3,4  |
| 1995-1996  | N.J. Nets          | 50    | 0,0 | 9,0  | 35,2 | 0,0  | 72,3 | 2,2 | 0,3 | 0,3 | 0,3 | 2,4  |
| 1996-1997  | Detroit Pistons    | 22    | 7   | 9,9  | 37,0 | 0,0  | 72,7 | 2,4 | 0,3 | 0,2 | 0,1 | 2,5  |
| 1997-1998  | Detroit Pistons    | 59    | 0,0 | 12,0 | 45,7 | 0,0  | 67,6 | 3,3 | 0,3 | 0,2 | 0,1 | 2,4  |
| 1998-1999  | Philadelphia 76ers | 16    | 0,0 | 7,9  | 27,8 | 0,0  | 37,5 | 1,4 | 0,1 | 0,3 | 0,1 | 0,8  |
| Carriera   | Carriera           | 1.117 | 613 | 23,1 | 49,3 | 13,2 | 70,4 | 6,2 | 1,0 | 0,6 | 0,9 | 6,9  |

#### Play-off
| Anno     | Squadra            | PG  | PT | MP   | TC%  | 3P% | TL%  | RP   | AP  | PRP | SP  | PP   |
| -------- | ------------------ | --- | -- | ---- | ---- | --- | ---- | ---- | --- | --- | --- | ---- |
| 1982     | Washington Bullets | 7   | 7  | 34,6 | 43,8 | 0,0 | 71,4 | 8,7  | 1,9 | 1,4 | 0,7 | 10,6 |
| 1984     | Washington Bullets | 4   | 4  | 38,5 | 60,0 | 0,0 | 80,0 | 10,8 | 1,5 | 0,3 | 1,5 | 9,5  |
| 1985     | Washington Bullets | 4   | 1  | 10,3 | 50,0 | 0,0 | 0,0  | 1,8  | 0,0 | 0,0 | 0,8 | 3,0  |
| 1986     | Detroit Pistons    | 4   | 0  | 15,3 | 38,5 | 0,0 | 0,0  | 3,0  | 0,0 | 0,3 | 0,0 | 3,0  |
| 1987     | Detroit Pistons    | 15  | 15 | 32,2 | 54,1 | 0,0 | 80,0 | 9,5  | 0,3 | 0,4 | 0,7 | 9,7  |
| 1988     | Detroit Pistons    | 23  | 21 | 17,8 | 34,4 | 0,0 | 68,4 | 3,9  | 0,6 | 0,2 | 0,4 | 3,3  |
| 1989†    | Detroit Pistons    | 17  | 17 | 21,2 | 58,0 | 0,0 | 65,4 | 5,1  | 0,4 | 0,5 | 0,8 | 5,7  |
| 1990     | Philadelphia 76ers | 10  | 10 | 34,2 | 43,0 | 0,0 | 76,9 | 7,0  | 1,0 | 0,7 | 0,8 | 9,4  |
| 1991     | Philadelphia 76ers | 8   | 8  | 26,0 | 55,6 | 0,0 | 78,6 | 5,3  | 1,8 | 0,3 | 0,5 | 6,4  |
| 1993     | N.J. Nets          | 4   | 2  | 15,8 | 40,0 | 0,0 | 0,0  | 3,3  | 0,8 | 0,0 | 0,5 | 2,0  |
| 1994     | N.J. Nets          | 3   | 0  | 6,3  | 0,0  | 0,0 | 0,0  | 1,3  | 0,0 | 0,0 | 0,3 | 0,0  |
| Carriera | Carriera           | 106 | 86 | 22,9 | 42,7 | 0,0 | 75,0 | 5,5  | 0,7 | 0,4 | 0,6 | 5,8  |

## Palmarès

### Giocatore
- Campionato NBA: 1

Detroit Pistons: 1989
- Coppa Korać: 1

Virtus Roma: 1991-1992
- NBA All-Defensive Second Team (1990)